# Église Saint-Germain de Saint-Germain-le-Rocheux
L'église Saint-Germain est une église catholique située à Saint-Germain-le-Rocheux dans le département de la Côte-d'Or, en France.

## Localisation
L'église est située dans la commune de Saint-Germain-le-Rocheux (Côte-d'Or).

## Architecture
La nef et les 2 collatéraux de l'église Saint-Germain construits au XIIe siècle sont de style roman. Le chœur est du XIIIe siècle, le clocher avec ses baies et sa corniche du XIIIe siècle et XIVe siècle. La croisée du transept supporte le clocher à baies géminées dont les dessus des arcs sont tous différents.

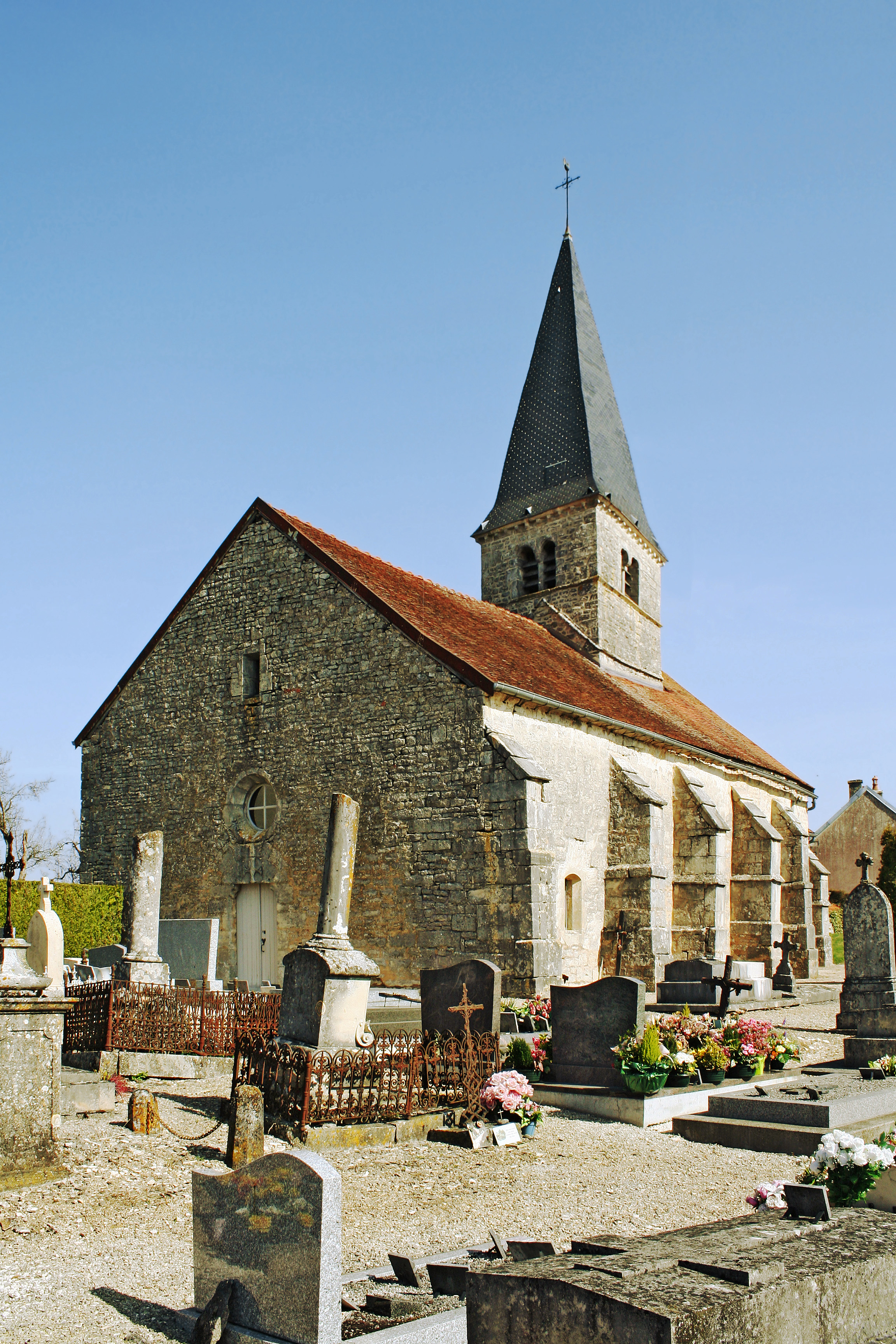
Façade ouest dans l'enclos paroissial.
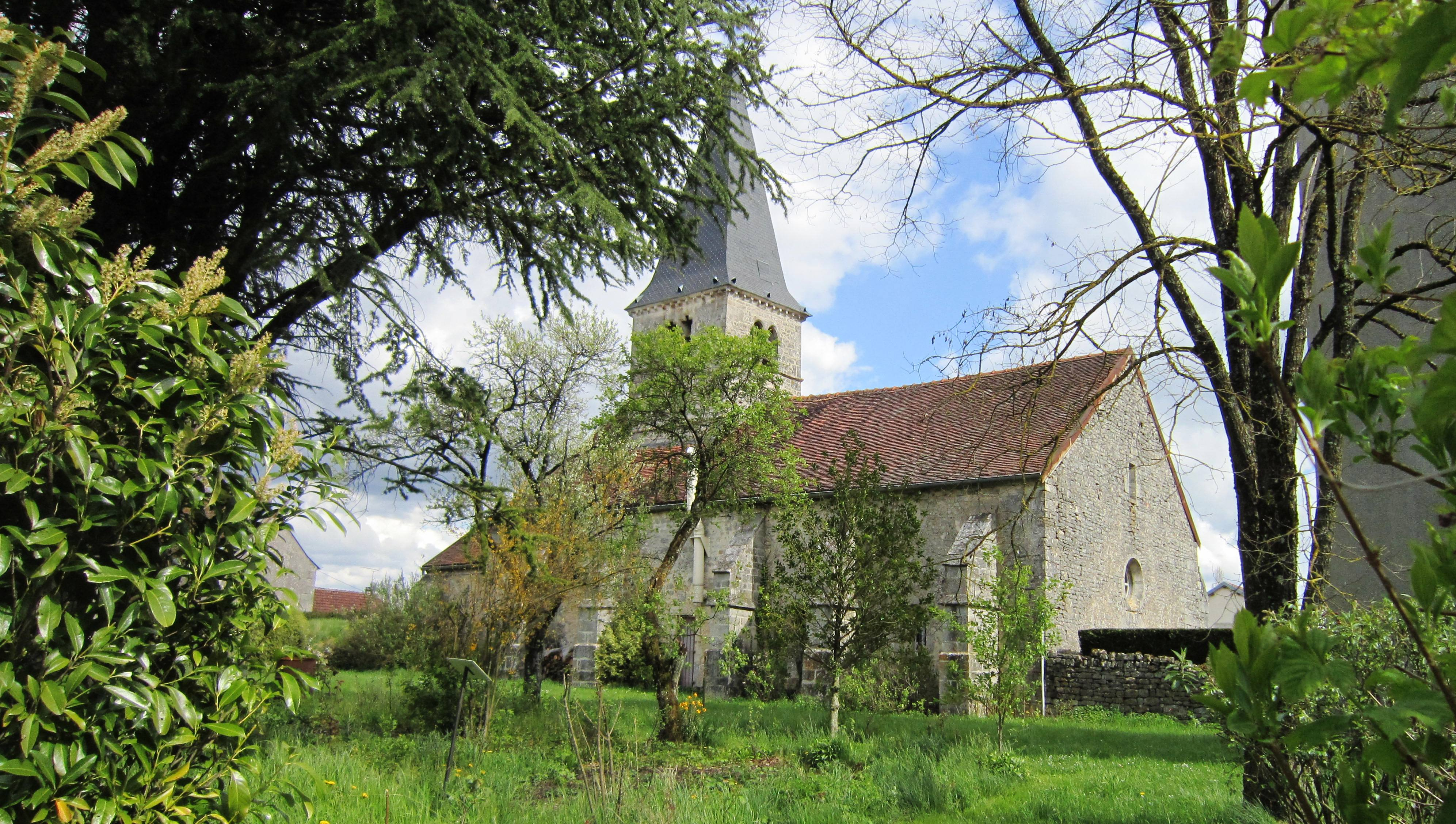
Façade nord et transept plat
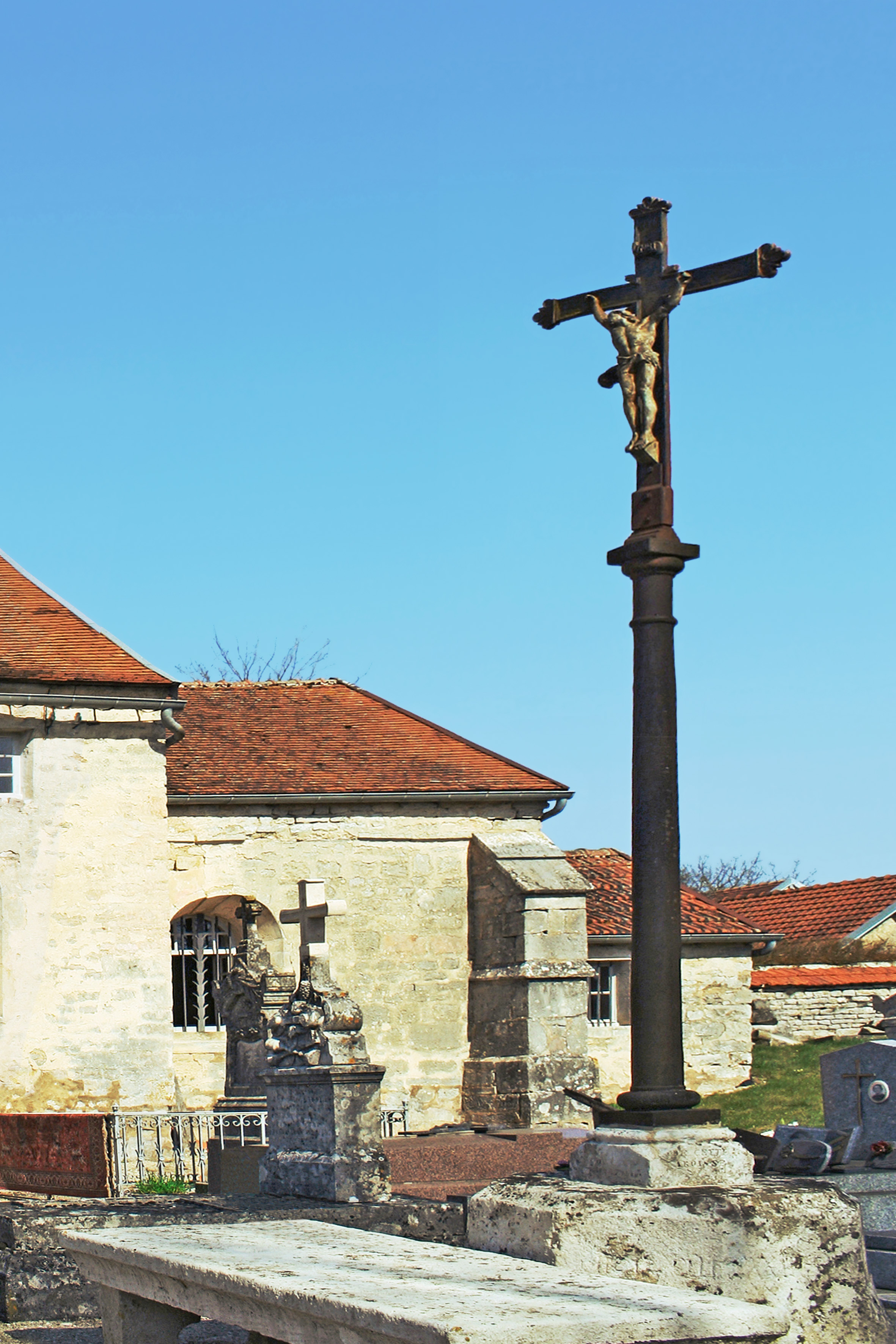
Croix de cimetière et table des morts.

## Mobilier
Le mobilier liturgique de l'église Saint-Germain (autels, bénitier, fonts baptismaux …), de nombreux bâtons de procession sont inscrits à l’Inventaire général du patrimoine culturel ainsi que :
- un grand retable à niches avec tableaux du XIIe siècle ;
- une dalle funéraire et une piscine à ablutions du XIIIe siècle ;
- une importante statuaire datée du XIVe au XVIIe siècle : Vierge à l'Enfant, saint Germain, sainte Barbe, saint Nicolas, éducation de la Vierge, sainte Catherine[2].

## Histoire
Entre les Ve et Xe siècles, un édifice roman aurait précédé le sanctuaire actuel construit aux XIIe et XIIIe siècles par les bénédictins sur un monticule où des sarcophages et objets datés du VIIe siècle ont été découverts.
L'église est inscrite au titre des monuments historiques par arrêté du 24 janvier 1947.